# Arroyo del Pote
Arroyo del Pote är en ort i Mexiko.   Den ligger i kommunen Pinotepa de Don Luis och delstaten Oaxaca, i den sydöstra delen av landet, 400 km söder om huvudstaden Mexico City. Arroyo del Pote ligger 402 meter över havet och antalet invånare är 123.
Terrängen runt Arroyo del Pote är kuperad åt nordväst, men åt sydost är den platt. Runt Arroyo del Pote är det ganska tätbefolkat, med 83 invånare per kvadratkilometer. Närmaste större samhälle är Santiago Pinotepa Nacional, 12,1 km sydväst om Arroyo del Pote. Omgivningarna runt Arroyo del Pote är en mosaik av jordbruksmark och naturlig växtlighet.